# ملا أفندي
مُلا أبو بكر أفندي (1863 - 31 ديسمبر 1942) هو رجل دين مسلم وعالم فلك وسياسي كردي عراقي. كان شخصية عراقية بارزة في أربيل بالعراق.
وُلد مُلا أفندي في عائلة معروفة بالعلم، استقروا في أربيل في القرن السادس عشر وأمضوا معظم حياتهم في تعلم وتعليم الدراسات الإسلامية في المسجد الكبير في قلعة أربيل. اشتهرت عائلته بالتقوى والعلم وتأثيرها في جميع أنحاء كردستان قبله بمئة عام.
بعد أن تلقى تعليمه في المسجد الكبير، أمضى ملا أفندي مثل أجداده معظم وقته في التدريس والتعلم هناك. خلال حياته منح أكثر من مائة إجازة للعلماء من مختلف أنحاء العراق وإيران والشرق الأوسط بشكل عام، وتكفل بتكاليف المعيشة والدراسة اليومية لطلابه. كما ساهم في إنشاء العديد من المدارس والمساجد في أربيل وفي العديد من القرى المختلفة.
أصبح من أكثر الشخصيات تأثيراً في كردستان أواخر القرن التاسع عشر وحتى وفاته. كان له دور مهم في فض النزاعات القبلية خلال الحكم العثماني حيث حصل على أعلى تقدير من السلطان العثماني عبد الحميد الثاني. خلال فترة الانتداب البريطاني وبعد قيام العراق، لعب دورًا بارزًا في إلهام وتوجيه الرأي العام، فضلاً عن مشاركته بعمق في العملية السياسية في المنطقة. في عام 1924، حث بشدة على إلحاق ولاية الموصل بالعراق في اجتماعه مع أعضاء لجنة عصبة الأمم. كما دعا إلى حقوق المسيحيين من سكان عنكاوا. في أحداث عام 1941، اختارت العائلة المالكة العراقية منزله على أنه أكثر مكان أمنا لإقامتهم، وعندما عاد الملك فيصل الثاني، منحه «وسام الرافدين» من الدرجة الأولى كمكافأة على خدماته لدولته. كما حصل على العديد من التكريمات أثناء حياته وبعدها.[بحاجة لمصدر أفضل] 

## النشأة والأسرة
ترجع عائلة ملا أبو بكر أفندي إلى عائلة معروفة هاجرت من إيران مع عائلات أخرى خلال القرن السادس عشر في زمن الشاه إسماعيل الأول الصفوي من إيران واستقرت في أربيل. يعود سبب الهجرة إلى الخلافات بين زعيم العائلة والشاه الحاكم.
لعدة أجيال قبله، كان أسلافه علماء مشهورين يقومون بتدريس الدراسات الإسلامية في المسجد الكبير في قلعة أربيل. كانوا معروفين ومحترمين على نطاق واسع في جميع أنحاء كردستان لتقواهم وعلمهم. سُمي «كوجوك ملا» أو «مالا إي جيشكا» (ويعني «ملا الصغير») نسبة إلى جده أبو بكر الثالث أفندي (1778-1855) الذي عُرف بهذا الاسم لأنه أكمل دراسته للعلوم الإسلامية في فترة قياسية لم يفعلها أحد من قبل في ذلك العصر.
تلقى الملا أفندي تعليمه من والده الحاج عمر أفندي الذي كان المتحدث باسم المسجد الكبير. دفعه شغفه للدراسة والتعلم إلى بدء التدريس والكتابة عندما كان صغيرًا. كان عمره ثمانية وعشرين عامًا فقط عندما أخذ مكان والده بعد وفاته عام 1891.
في عام 1908 قام الملا أفندي بتجديد الجامع الكبير. قام بتدريس الفلسفة الإسلامية والتاريخ الإسلامي والعلوم والرياضيات والفلك والأخلاقيات. وحده هو الذي استطاع أن يصدر فتاوى في أربيل والقبائل والقرى المجاورة حيث منح أكثر من مائة إجازة لعلماء من مختلف أنحاء العراق وإيران والشرق الأوسط بشكل عام.
أُصيبت أسرة ملا أفندي بأكملها بالسل، وقد فقد زوجتان وثلاث بنات. تزوج في حياته أربع مرات وترك ولدين وثلاث بنات. في عام 1913، انتقل من منزله في القلعة إلى منزله الجديد في البدوة (تبتعد 3 كم جنوب شرقي القلعة عند (36°10′14.04″N 44°02′12.13″E / 36.1705667°N 44.0367028°E)، بعد اكتماله.

## أعماله

### الدولة العثمانية
خلال فترة الدولة العثمانية، كان لعائلة ملا أفندي دور مهم في فك النزاعات العامة وتسوية النزاعات بين القبائل الكردية. في وقت من الأوقات، طلب السلطان عبد الحميد الثاني مساعدة ملا أفندي لتسوية نزاع بين قبيلتين كرديتين كبيرتين. استخدم ملا أفندي نفوذه للتوفيق بين القبيلتين.
تقديراً لإنجازاته، منحه السلطان عبد الحميد الثاني وسام خادم الحرمين. كان يعتبر ثاني أعلى رتبة في الدولة العثمانية.

### الانتداب البريطاني
خلال بداية الانتداب البريطاني، بعد وصول القوات البريطانية إلى العراق، كانت البلاد في حالة من الفوضى. جمع ملا أفندي زعماء العشائر وحثهم على الامتناع عن القيام بأي عمل من شأنه المساس باستقرار البلاد. وصف الملازم العقيد السير روبرت هاي - المسؤول السياسي البريطاني في أربيل، ومؤلف كتاب "سنتان في كردستان، تجارب مسؤول سياسي 1918-1920 - دور ملا أفندي في إلهام وتوجيه الرأي العام، وفي التحدث إلى زعماء القبائل.
كثيرا ما زارت غيرترود بيل ملا أفندي في منزله في البدوة، وذكرته في رسائلها إلى والدها المنشورة عام 1927، بعد عام من وفاتها على يد زوجة أبيها في مجلدين.
هاملتون، الذي اشتهر ببناء طريق هاملتون عبر كردستان، وصفه في كتابه الصادر عام 1937 بعنوان «الطريق عبر كردستان».
في عام 1924 عندما كان الخلاف بين العراق وتركيا على السيطرة على محافظة الموصل العثمانية السابقة قيد المناقشة من قبل عصبة الأمم، قام أعضاء لجنة عصبة الأمم بزيارة ملا أفندي في منزله في البدوة لمناقشة المشكلة معه. خلال الاجتماع، أيد بشدة ضم الموصل إلى العراق وشدد على حقوق السكان الأكراد.
في ديسمبر 1924 ويونيو 1931، قام الملك فيصل الأول بزيارة ملا أفندي في منزله في البدوة في أربيل وشكره على جهوده ودعواته للمصالحة والسلام لمختلف الفئات في المنطقة.

### مسيحيو عنكاوا
في أوائل العشرينيات من القرن الماضي، هددت مجموعات قليلة بالاستيلاء على أراضي سكان عنكاوا المسيحيين الأصليين. ذهب رئيس الأساقفة ورؤساء البلدة للقاء ملا أفندي في الجامع الكبير لشرح الموقف له وإبلاغه التوترات المتصاعدة في عنكاوا. جمع ملا أفندي على الفور زعماء القبائل في أربيل وأبلغ رجال القبائل أنه سيعتبر أي هجوم على المسيحيين اعتداء عليه. بهذه الكلمات، منع أي محاولات أخرى للاستيلاء على الأراضي المسيحية في عنكاوا.[بحاجة لمصدر أفضل]

### انقلاب 1941
خلال الأيام الأخيرة من الحرب الأنجلو-عراقية، قبل دخول القوات البريطانية بغداد، وقبل انهيار حكومة رشيد عالي الكيلاني، اتصل رشيد علي بملا أفندي وأبلغه أنه اختار منزله كملاذ آمن للعائلة المالكة للبقاء حتى انتهاء الصراع. غادر الملك فيصل الثاني والملكة علياء وأفراد من العائلة المالكة ومرافقي البلاط وخدمه بغداد في 28 مايو 1941 للإقامة في منزل ملا أفندي في البدوة. فتح لهم منزله ونقل عائلته إلى منزل آخر في القلعة. ودعا زعماء القبائل إلى البدوة للتعبير عن تضامنهم مع العائلة المالكة. في 3 يونيو 1941، بعد يومين من عودة الوصي عن العرش عبد الإله بن علي الهاشمي من الحبانية إلى بغداد، غادرت العائلة المالكة البدوة وعادت إلى بغداد.
ولدى عودته إلى بغداد، منح الملك فيصل الثاني ملا أفندي وسام الرافدين تقديرا لعمله في البلاد.

## الموت والإرث

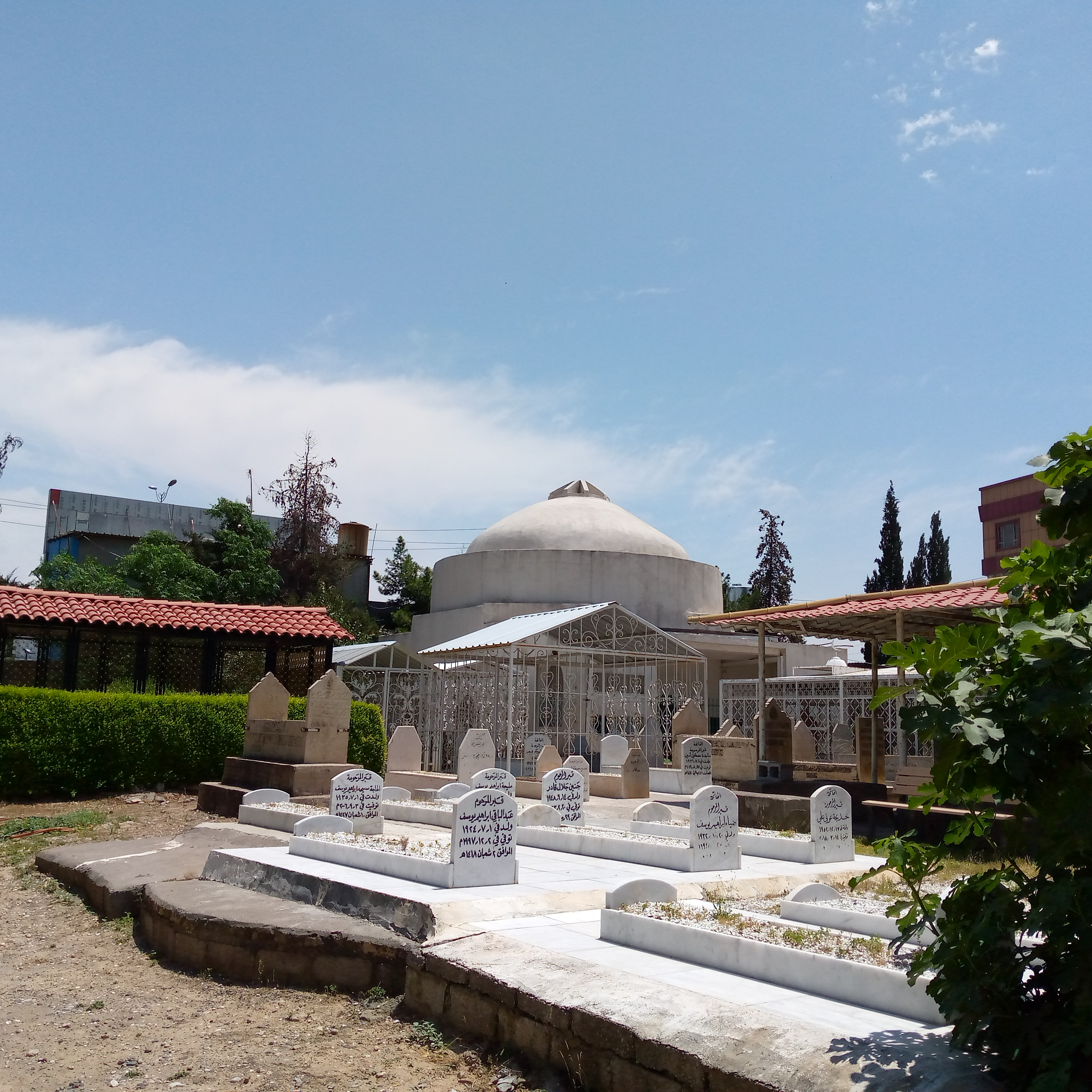
ضريح ملا أفندي في باداوه

توفي أبو بكر ملا أفندي يوم الخميس 31 ديسمبر 1942. ودُفن في المقبرة الخاصة بالعائلة في البدوة. كان موته خسارة حزينة للكثيرين، على غرار كبار أعضاء الحكومة وغيرهم مثل نائب رئيس المراسم الملكية نيابة عن الوصي عبد الإله، ورئيس الوزراء العراقي ثم نوري السعيد، والسفير البريطاني في العراق في بغداد السير كيناهان كورنواليس، ومحمد صادق الصدر، ومتصرف الموصل عبد المجيد اليعقوبي، وجميل المدفعي (رئيس وزراء العراق خمس مرات)، وداود الحيدري (رجل دولة عراقي معروف).
أعماله العلمية والدينية معروفة ومتوفرة في مدارس أربيل. ساهم في إنشاء العديد من المدارس والمساجد في أربيل وفي العديد من القرى، كما قام برعاية تكاليف المعيشة والدراسة لطلابه في المسجد الكبير. في كل عام كان له الحق في إرسال طالبين إلى الأزهر بالقاهرة لمتابعة دراستهما. حافظ على علاقات قوية مع كبار العلماء من مصر وتركيا وأفغانستان وأماكن أخرى.

### المكتبة
كان لديه مكتبتان كبيرتان، أحدها في المسجد الكبير والأخرى في البدوة. كانت المكتبات مليئة بالمراجع والمخطوطات القيمة والنادرة والمواد المطبوعة. احتوت المكتبات على كتب في اللغة، والعلوم، والقواعد، والصرف، والبلاغة، والتفسير، والحديث، واللغويات، والعقيدة، والمنطق، والأدب.
في منتصف الستينيات، دمّر حريق المكتبة في البدوة وفُقدت الكثير من الكتب في تلك المكتبة. الكتب التي كانت موجودة في مكتبة القلعة وبعضها في مكتبة البدوة محفوظة حتى يومنا هذا، في حين أن معظم المخطوطات موجودة في دار المخطوطات العراقية (دار صدام للمخطوطات سابقاً).[بحاجة لمصدر أفضل]

## مؤلفاته
- تفسير القرآن (مخطوطة).
- الإسطرلاب (مخطوطة).
- الجبر «الطريقة اللفظية القديمة» (مخطوطة).
- شروح «اتجاهات المواقف العامة» في شرح كتاب الجرجاني.
- التعليقات على (قانون المدارات).
- شروح كتاب (الإسطرلاب).
- ترجمة لكتاب «البديع» التركي عن استعمال الاسطرلاب.
- ترجمات من التركية والفارسية إلى الكردية والعربية.
- قصائد باللغة الكردية والعربية والتركية والفارسية.

## التكريم
حصل ملا أفندي على العديد من التكريمات خلال حياته وبعد وفاته. كما أنّ العديد من الأماكن سميت باسمه.
- منح السلطان عبد الحميد الثاني ميدالية خادم الحرمين الشريفين من الدرجة الأولى للدولة العثمانية.
- وسام الرافدين من الدرجة الأولى منحه الملك فيصل الثاني ملك العراق.
- في عام 1943 كتب الشاعر الكردي الشهير بيراميرد قصيدة بعد وفاته بعنوان «في وفاة ملا أفندي».[17]
- أشاد العديد من الشعراء المشهورين بملا أفندي في قصائدهم، ومنهم الشيخ رضا الطالباني،[18] ونعمة الله النعمة وعبد الرحمن البنا.[5]
- أطلقت حكومة إقليم كردستان اسمه على شارع ومدرسة ومركز صحي عمومي في مدينة أربيل.

## معلومات إضافية
- نادرًا ما كان ملا أفندي يسافر خارج أربيل. وقد كانت المرة الوحيدة التي قام فيها بزيارة الموصل حين زار والي ولاية الموصل سليمان نظيف (الدولة العثمانية آنذاك)، الذي كان صديقاً مقرباً لوالده.
- كان ملا أفندي أول شخص يمتلك سيارة في أربيل، وقد استخدم سيارته للتنقل بين منزله في البدوة والجامع الكبير بالقلعة.